# Anthophora phenax
Anthophora phenax är en biart som först beskrevs av Cockerell 1898.  Anthophora phenax ingår i släktet pälsbin, och familjen långtungebin. Inga underarter finns listade i Catalogue of Life.